# Gil Evans (rugby à XV)
Pour les articles homonymes, voir Evans.
Gil Evans est un arbitre international gallois de rugby à XV. 

## Carrière
Gil Evans est originaire de Swansea, et a joué pour le club de la ville en 1892, mais catalogué comme anglais, pour dépendre du comté des Midland et de la ville de Birmingham. En 1905, il a dirigé les All Blacks lors du test match disputé contre l'équipe d'Angleterre et a été apprécié des Néo-zélandais. Il arbitre également les rencontres de l'équipe de Nouvelle-Zélande de rugby à XV en tournée en 1905-1906 face aux Midland Counties, Newport, Cardiff et Swansea. Lors de la tournée des Springboks en 1906-1907 dans les îles britanniques, il arbitre trois de leurs rencontres contre des sélections régionales ou des clubs, y compris leur défaite à Cardiff le 1er janvier 1907. En 1908, il arbitre le test match pays de Galles-Australie.
Le sifflet utilisé pour les rencontres des All Blacks, des Springboks et des Wallabies a servi lors de la Coupe du monde de rugby à XV 2007,. 

## Statistiques d'arbitre
- 2 matchs internationaux (Angleterre-Nouvelle-Zélande, pays de Galles-Australie).